# 52기 일본 본인방전
52기 일본 본인방전은 요미우리 신문, 일본기원, 관서기원이 주최, 주관, 후원하는 일본의 바둑 기전으로  일본기원 소속 전문기사로 참가한 일본 최대의 기전이다. 도전 7번기에서는 일본 기성 조치훈 九단이 도전자 생전 (故)가토 마사오를 4:0으로 꺾고 우승하며 9연패와 통산 11회 우승을 달성했다.

## 대국 결과
| 대진     | 연도   | 대국일자            | 대국장소                                   | 승자        | 패자                 | 결과              | 기보 |
| -------- | ------ | ------------------- | ------------------------------------------ | ----------- | -------------------- | ----------------- | ---- |
| 도전 1국 | 1997년 | 5월 12일 ~ 5월 13일 | 일본 히로시마현 인노시마시                 | 조치훈 九단 | (故)가토 마사오 九단 | 82수 백 불계승    |      |
| 도전 2국 | 1997년 | 5월 26일 ~ 5월 27일 | 일본 나가노현 기타사쿠군 다테시나정        | 조치훈 九단 | (故)가토 마사오 九단 | 181수 흑 불계승   |      |
| 도전 3국 | 1997년 | 6월 2일 ~ 6월 3일   | 일본 나가사키현 니시소노기군 이오지마정    | 조치훈 九단 | (故)가토 마사오 九단 | 226수 백 16집반승 |      |
| 도전 4국 | 1997년 | 6월 16일 ~ 6월 17일 | 일본 에히메현 이마바리시 이마바리 국제호텔 | 조치훈 九단 | (故)가토 마사오 九단 | 205수 흑 불계승   |      |
| 도전 5국 | 1997년 | 월 일 ~ 월 일       |                                            |             |                      |                   |      |
| 도전 6국 | 1997년 | 월 일 ~ 월 일       |                                            |             |                      |                   |      |
| 도전 7국 | 1997년 | 월 일 ~ 월 일       |                                            |             |                      |                   |      |